# 세이소쿠 가쿠엔 고등학교
세이소쿠 가쿠엔 고등학교(일본어: 正則学園高等学校 세이소쿠가쿠엔코토갓코[*])은 일본 도쿄 지요다구에 있는 고등학교이다. 한국에서는 "정칙학교", "정칙영어학교"로 알려져 있으며, 일제강점기에 많은 한국인들이 이 학교에서 유학하였다.

## 연혁
- 1896년 사이토 히데사부로(일본어: 斎藤秀三郎)가 세이소쿠영어학교(일본어: 正則英語学校)를 창설하였다.
- 1933년 세이소쿠영어학교에 이어, 세이소쿠상업학교(일본어: 正則商業学校)가 개교하였다.
- 1941년 세이소쿠가쿠엔 중학교(일본어: 正則学園中学校)가 설립되었다.
- 1948년 학제개혁으로 현재 이름인 '세이소쿠가쿠엔 고등학교'로 개칭되었다.